# Meriden (Connecticut)
Meriden város az USA Connecticut államában, New Haven megyében. Lakosainak száma 60 850 fő (2020. április 1.).

## Népesség
A település népességének változása:

| 2010 | 60 868 |
| 2020 | 60 850 |